# Saint-Sauveur-de-Ginestoux
Saint-Sauveur-de-Ginestoux is een gemeente in het Franse departement Lozère (regio Occitanie) en telt 64 inwoners (2009). De plaats maakt deel uit van het arrondissement Mende.

## Geografie
De oppervlakte van Saint-Sauveur-de-Ginestoux bedraagt 20,3 km², de bevolkingsdichtheid is dus 3,2 inwoners per km².
De onderstaande kaart toont de ligging van Saint-Sauveur-de-Ginestoux met de belangrijkste infrastructuur en aangrenzende gemeenten.

## Demografie
Onderstaande figuur toont het verloop van het inwonertal (bron: INSEE-tellingen).